# Shabba Ranks
Shabba Ranks (szül. Rexton Rawlston Fernando Gordon,  1966. január 17., Sturgetown, St Ann's, Jamaica)  Jamaicai dancehall zenész.
Nemzedéke egyik legnépszerűbb dancehall zenésze.

## Lemezei

### Kislemezek
- 1989 "Peanie Peanie" – Shabba Ranks – Jammys.
- 1990 "Roots & Culture" – Shabba Ranks – Digital B.
- 1991 "She's A Woman" – Scritti Politti Featuring Shabba Ranks – UK Number 20.
- 1991 "Trailer Load A Girls" – Shabba Ranks – UK Number 63.
- 1991 "Housecall" – Shabba Ranks Featuring Maxi Priest – UK Number 31 – US Number 37.
- 1992 "Just Reality" – Shabba Ranks – Digital B.
- 1992 "Love Punaany Bad" – Shabba Ranks – Jammys.
- 1992 "Mr Loverman" – Shabba Ranks Featuring Chevelle Franklyn – UK Number 23 – US Number 40.
- 1992 "Slow And Sexy" – Shabba Ranks Featuring Johnny Gill – UK Number 17 – US 33.
- 1992 "Shine & Crisis" – Shabba Ranks – Shang.
- 1993 "I Was A King" – Eddie Murphy Featuring Shabba Ranks – UK Number 64.
- 1993 "Mr Loverman" – re-issue – Shabba Ranks – UK Number 3.
- 1993 "Housecall" – remix – Shabba Ranks Featuring Maxi Priest – UK Number 8.
- 1993 "What'cha Gonna Do" – Shabba Ranks Featuring Queen Latifah – UK Number 21.
- 1993 "Family Affair" – Shabba Ranks Featuring Patra And Terri & Monica – UK Number 18 – US Number 84.
- 1995 "Let's Get It On" – Shabba Ranks – UK Number 22 – US Number 81.
- 1995 "Shine Eye Gal" – Shabba Ranks Featuring Mykal Rose – UK Number 46.
- 1996 "Heart Of A Lion" – Shabba Ranks – Digital B.
- 1997 "So Jah Say" – Shabba Ranks – Brick Wall.

### Albumok
- 1988 Rappin' With the Ladies
- 1991 Just Reality
- 1991 Golden Touch
- 1991 Best Baby Father
- 1991 As Raw As Ever – UK Number 51.
- 1992 Rough And Ready Volume 1 – UK Number 71.
- 1993 X-tra Naked – UK Number 38.
- 1993 Rough And Ready Volume 2
- 1995 A Mi Shabba
- 1998 Get Up Stand Up
- 1999 Shabba Ranks And Friends – compilation

### Videók, DVD-k
- 2002 Shabba Ranks: Dancehall Ruff – Best of Shabba Ranks (DVD)
- 2001 The Return of Shabba Ranks (DVD)
- 1994 Darker Side of Black
- 1992 Shabba Ranks: Naked and Ready
- 1992 Shabba Ranks: Fresh & Wild
- 1992 Shabba Ranks vs. Ninja Man: Super Clash Round
- 1990 Reggae Showdown, Vol. 4: Shabba at Showdown (DVD)
- 1987 Prince Jammy

## Külső hivatkozások
- Shabba Ranks biography at the AMG webiste[halott link]
- Shabba Ranks at Rolling stone.com Archiválva 2006. augusztus 15-i dátummal a Wayback Machine-ben

## Referencia
- Guinness Book of British Hit Singles – 16th Edition – ISBN 0-85112-190-X
- Guinness Book of British Hit Albums – 7th Edition – ISBN 0-85112-619-7